# Medicaid

Logotipo de los Centros de Servicios de Medicare y Medicaid (administrador de Medicaid)

Medicaid es un programa de seguros de salud del Gobierno de Estados Unidos para la gente necesitada. 
El presidente de los Estados Unidos Lyndon B. Johnson estableció Medicaid, una parte de la Ley de Seguridad Social. Medicaid y el Programa de Seguro Médico Infantil (CHIP) sirve más de 31 millones de niños.

## Elegibilidad
Cada Estado cuenta con un programa Medicaid que proporciona cobertura médica para personas con bajos ingresos, familias y niños, ancianos y personas con discapacidad. La mayoría de los Estados brindan cobertura a los adultos con niños que se encuentran en cierto nivel bajo de ingresos. Además, a partir de 2014, la mayoría de los adultos menores de 65 años con ingresos individuales de hasta aproximadamente $15.000 al año serán elegibles para Medicaid en todos los estados.

## Cobertura
Los servicios médicos que cubre Medicaid incluyen:
- Servicios de básicos de apoyo: laboratorio y rayos X.
- Servicios hospitalarios para pacientes ingresados.
- Servicios ambulatorios.
- Controles de salud para niños y tratamiento, si se identifican problemas médicos (revisiones médicas, medicina preventiva).
- Servicios integrales oftalmológicos y odontológicos para niños.
- Servicios y recursos de planificación familiar.
- Servicios de atención y apoyo a largo plazo.
- Servicios odontológicos para adultos (sólo extracciones) (parecido a España, donde sólo se tratan las extracciones consideradas quirúrgicas, como muelas del juicio).
- Servicios médicos y quirúrgicos para adultos.
- Servicios de enfermería profesional para familias y niños.
- Servicios provistos en clínicas de salud.
- Servicios de matronas.
- Servicios de enfermería para adultos.
- Servicios de cuidados de salud a domicilio para determinadas personas.
- Medicamentos recetados (farmacia).